# Sericopelma silvicola
Sericopelma silvicola är en spindelart som beskrevs av Valerio 1980. Sericopelma silvicola ingår i släktet Sericopelma och familjen fågelspindlar.
Artens utbredningsområde är Costa Rica. Inga underarter finns listade i Catalogue of Life.